# Иванов, Николай Александрович (игрок в мини-футбол)
Никола́й Алекса́ндрович Ивано́в (22 мая 1978 года, Тюмень) — российский игрок в мини-футбол, тренер. Старший тренер МФК «Норильский никель».

## Карьера игрока
С шести лет занимался футболом в системе «Тюмени». Дорос до дублирующего состава. В 19 лет перешёл в мини-футбол.
Был игроком первого состава «Тюмени», которая дебютировала в Суперлиге. В сезоне 2003/2004 стал вторым бомбардиром команды, уступив только Денису Абышеву.
Завершил карьеру в 28 лет из-за постоянных травм.

## Карьера тренера
Сразу после ухода из профессионального спорта Иванову поступило предложение стать тренером дубля «Тюмени», который базировался в Тобольске под названием «Тобол-Тюмень-2». Иванов согласился и работал с командой долгие годы с небольшим перерывом. В 2016 году дубль «Тюмени» стал победителем Высшей лиги.
У Иванова начинали профессиональную карьеру будущие звёзды тюменского мини-футбола Александр Упалев и Евгений Мишарин.
В сезоне 2012/2013 возглавлял «Балтикфлору» из Теплице (Чехия).
В 2020 году принял основную команду «Тюмени» и вместе с ней занял второе место в Суперлиге, уступив «Синаре» из Екатеринбурга в финальной серии. Также команда под руководством Иванова дошла до «Финала четырёх» Лиги чемпионов.
В 2022 году покинул «Тюмень» и перебрался в дубль «Норильского никеля», который базировался в Красноярске. Иванову поступали предложения из других клубов Суперлиги, а также из Казахстана, но он решил сконцентрироваться на работе с молодёжью.
В сентябре 2023 года стал старшим тренером в основе «Норникеля». В мае 2024 стал и. о. главного тренера после увольнения Евгения Куксевича.

## Достижения

### В качестве тренера
«Тюмень»
- Вице-чемпион Суперлиги (2020/2021)